# 다크 워터스
《다크 워터스》(영어: Dark Waters)는 2019년 개봉한 미국의 법정 스릴러 영화로, 토드 헤인스가 감독을 맡았다.

## 줄거리
1998년, 로버트 빌럿은 신시내티에 있는 태프트 스티티니우스 & 홀리스터 로펌에서 기업 변호사로 일한다. 빌럿의 할머니를 아는 농부 윌버 테넌트는 웨스트버지니아주 파커즈버그에 있는 자신의 농장에서 수많은 젖소들이 죽은 사건을 조사해달라고 요청한다. 테넌트는 젖소들의 죽음을 화학 제조업체인 듀폰과 연관시키며 로버트에게 사건 관련 비디오테이프가 가득 담긴 상자를 건넨다.
로버트는 테넌트의 농장을 방문하고, 그곳에서 190마리의 소들이 부어오른 장기, 검게 변한 이빨, 종양과 같은 특이한 건강 이상을 보이다 죽었다는 것을 알게 된다. 듀폰의 변호사 필 도넬리는 테넌트의 우려를 알지 못한다고 말하지만, 가능한 모든 방법으로 돕겠다고 한다. 빌럿은 인근 매립지에 버려진 화학물질에 대한 법적 정보 공개를 얻기 위해 소규모 소송을 제기한다. EPA 보고서에서 유용한 정보를 찾지 못하자, 그는 화학물질이 규제되지 않을 수도 있다는 것을 깨닫는다.
빌럿은 업계 행사에서 도넬리를 대면하고, 이로 인해 격렬한 언쟁이 벌어진다. 정보 공개를 확대해달라는 요청에 듀폰은 수백 개의 상자를 보낸다. 빌럿은 "PFOA"라는 것에 대한 수많은 언급을 발견하지만, 이에 대해 알아내기 어렵다. 그는 PFOA가 퍼플루오로옥탄산이며, 듀폰이 논스틱 프라이팬과 카펫 바닥재에 널리 사용되는 테플론을 제조하는 데 사용한다는 것을 알게 된다. 이 회사는 수십 년 동안 PFOA의 영향에 대한 실험을 진행하여 암과 선천적 기형을 유발한다는 것을 발견했지만, 그 결과를 비공개로 유지했다. 듀폰은 테넌트 농장의 위쪽 매립지에 수 톤의 독성 슬러지를 버렸다. PFOA 및 유사 화합물은 혈류에서 절대 빠져나가지 않고 천천히 축적되는 영구적인 화학물질이다.
지역 사회는 가장 중요한 고용주를 고소한 테넌트를 외면한다. 빌럿은 그에게 듀폰의 합의를 받아들이라고 권유하지만, 그는 정의를 원하며 거부하고 자신과 아내 모두 암에 걸렸음을 밝힌다. 빌럿은 듀폰 문제에 대한 요약과 증거 서류를 EPA와 미국 법무부 등에 보낸다. EPA는 듀폰에 1,650만 달러의 벌금을 부과한다.
빌럿은 파커즈버그 주민들이 PFOA의 영향을 계속 받을 것이고 더 많은 사람들이 질병으로 사망할 것이라는 것을 깨닫고 만족하지 못한다. 그는 하나의 대규모 집단 소송으로 파커즈버그의 모든 주민들을 위한 의료 모니터링 비용을 듀폰이 지불하도록 합의를 추진한다. 그러나 듀폰은 PFOA의 존재를 주민들에게 알리는 기만적인 편지를 보내 시효를 시작시키고, 추가적인 법적 조치는 12개월 이내에 시작되어야 한다.
PFOA가 규제되지 않기 때문에 로버트의 팀은 오염된 물의 PFOA 양이 듀폰의 내부 문서에서 안전하다고 간주된 10억분의 1보다 6배나 높았으므로 회사가 책임이 있다고 주장한다. 법정에서 듀폰은 웨스트버지니아 환경 보호국이 최근 10억분의 150이 안전하다고 판단했다고 주장한다(이는 1970년대 이후 듀폰의 과학적 발견과 모순된다).
지역 주민들은 시위를 벌이고, 이 이야기는 전국적인 뉴스가 된다. 듀폰은 3억 달러 이상의 가치를 지닌 혜택으로 합의하기로 동의한다. 조정에서 회사는 PFOA가 질병을 유발했다는 것이 증명될 경우에만 의료 모니터링을 수행하기로 합의하고, 독립적인 과학 패널이 구성된다. 데이터를 수집하기 위해 로버트의 팀은 주민들에게 검사를 위해 혈액 샘플을 기증하면 합의금을 받을 수 있다고 말한다. 거의 7만 명이 연구에 기증한다.
과학 패널의 결과 없이 7년이 흐른다. 테넌트가 사망하고, 사건이 수익을 내지 못하면서 빌럿은 여러 차례의 급여 삭감으로 재정적 어려움을 겪는다. 그의 결혼 생활과 건강은 악화된다.
마침내 과학 패널은 빌럿에게 연락하여 PFOA 노출이 파커즈버그에서 두 가지 유형의 암과 네 가지 다른 질병 발생 증가와 관련이 있다고 말한다. 그러나 듀폰이 조정 합의에서 철수하기로 결정하면서 그의 기쁨은 짧았다. 빌럿은 의료 모니터링 대상이 되었을 파커즈버그 주민들(현재 3,500명 이상) 각자의 질병에 대해 개별적으로 회사를 고소하기로 결심하고, 배심원단은 그의 첫 세 고객에게 수백만 달러의 합의금을 지급한다. 이에 듀폰은 나머지 사건들을 6억 7,100만 달러에 합의한다.

## 출연

### 주연
- 마크 러팔로 - 롭 빌런 역
- 앤 해서웨이
- 팀 로빈스
- 빌 캠프
- 빅터 가버
- 빌 풀만

### 조연
- 윌리엄 잭슨 하퍼
- 루이자 크로즈
- 메어 위닝햄

## 제작진
- 미술: 해나 비츨러
- 세트: 헬렌 브리튼
- 의상: 크리스토퍼 피터슨
- 배역: 로라 로센달